# Мировые рекорды на дистанции 400 метров вольным стилем у мужчин в 25-метровом бассейне
 Прогресс мировых рекордов на дистанции 400 метров вольным стилем у мужчин в 25-метровом бассейне. Первый мировой рекорд в плавании на дистанции 400 метров вольным стилем у мужчин в 25-метровом бассейне был зарегистрирован Международной Федерацией плавания ФИНА в 1988 году. 
Обвал мировых рекордов в плавании в 2008/2009 совпал с введением полиуретановых костюмов от Speedo (LZR, 50% полиуретана) в 2008 году и Arena (X-Glide), Adidas (Hydrofoil) и итальянского производителя плавательных костюмов Jaked (все 100% полиуретана) в 2009 году. Запрет ФИНА на плавательный костюм из полиуретана вступил в силу в январе 2010 года.;
Прогресс мировых рекордов на дистанции 400 метров вольным стилем у мужчин в 25-метровом бассейне
| Номер | Время    | Имя              | Национальность | Дата             | Соревнование        | Место                       | Прим. |
| ----- | -------- | ---------------- | -------------- | ---------------- | ------------------- | --------------------------- | ----- |
| 1     | 3:41.74  | Джорджо Ламберти | Италия         | 13 февраля 1988  | Вызов Германии      | Бонн, ФРГ                   |       |
| 2     | 3:40.81  | Андерс Хольмерц  | Швеция         | 4 февраля 1990   | Кубок мира ФИНА     | Париж, Франция              |       |
| 3     | 3:40.46  | Дэньон Лоадер    | Новая Зеландия | 11 Февраля 1995  | Кубок мира          | Шеффилд, Великобритания     |       |
| 4     | 3:39.82  | Иан Торп         | Австралия      | 25 сентября 1998 | Чемпионат Австралии | Перт (Австралия), Австралия |       |
| 5     | 3:35.01  | Грант Хэкетт     | Австралия      | 2 апреля 1999    | Чемпионат мира      | Гонконг                     |       |
| 6     | 3:34.58  | Грант Хэкетт     | Австралия      | 8 Июля 2002      | Гран-При Австралии  | Сидней, Австралия           |       |
| 7     | 3: 32.77 | Пауль Бидерман   | Германия       | 14 ноября 2009   | Чемпионат мира      | Берлин, Германия            | [ 2 ] |
| 8     | 3:32.25  | Янник Аньель     | Франция        | 15 ноября 2012   | Чемпионат Франции   | Анже, Франция               |       |

Рекорды зафиксированные не в финальных заплывах: 
эстафета - э;
полуфинал - ½